# Leslie Jamison
Leslie Jamison, född 1983 i Washington DC i USA, växte upp i Pacific Palisades i Los Angeles, är en amerikansk författare och akademiker. Jamison studerade engelska vid Harvard College, därefter tog hon en masterexamen i kreativt skrivande vid University of Iowa  innan hon disputerade vid Yale University 2016 på en avhandling med titeln The Recovered: Addiction and Sincerity in 20th Century American Literature. Jamison är nu lektor vid Columbia University, där hon leder programmet för kreativt skrivande.